# Équipe de Kabylie de football
Maillots
L'équipe de Kabylie de football (en Kabyle : Tarvaɛt taɣelnawt taqvaylit n ddavex uḍar )  est une sélection de joueurs professionnels et amateurs contrôlée par l'Association Kabylia Football Amateur, elle est ainsi affiliée le 13 juin 2017 à la ConIFA. Elle représente la Kabylie.

## Histoire

### Un début lent et Polémique

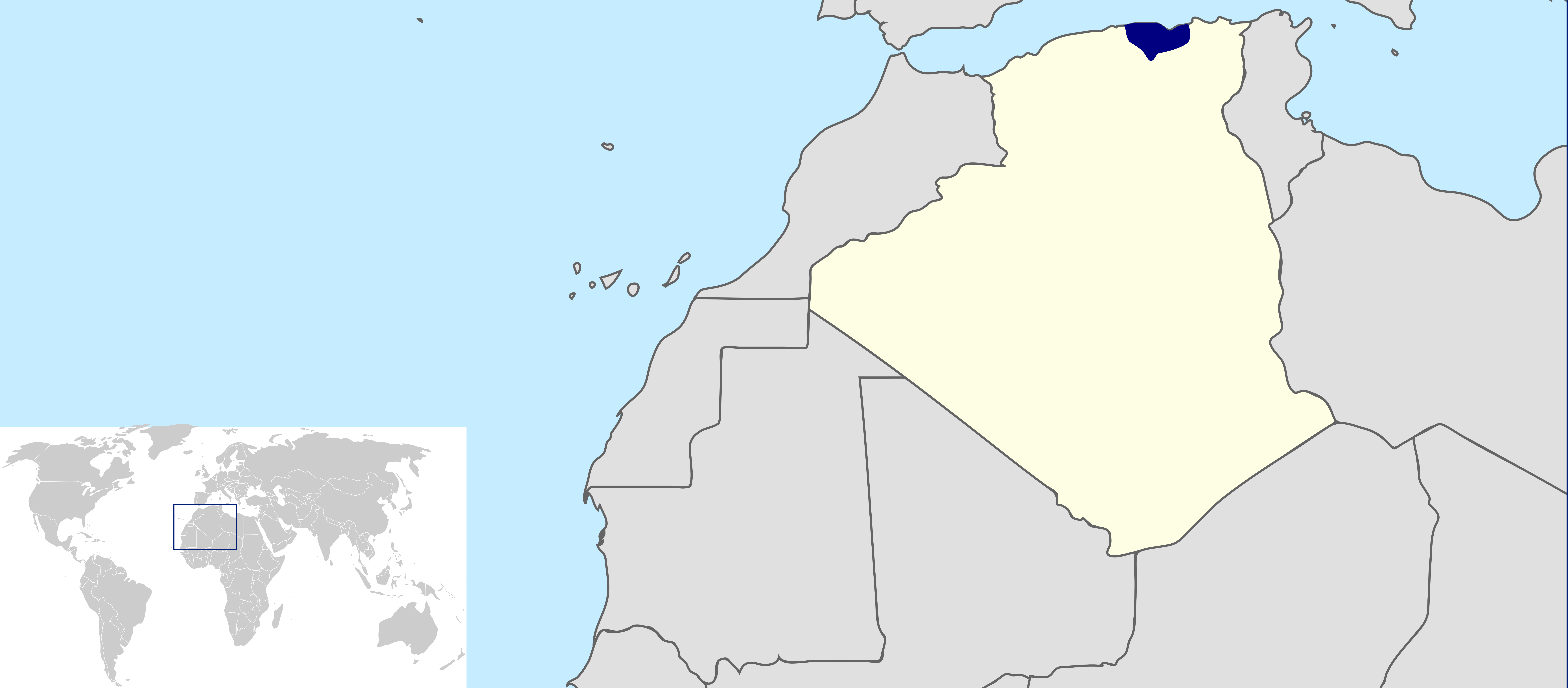
Territoire de la Kabylie en bleu

Drapeau Kabyle

En 2010, dans un entretien accordé au blog printemps2001, le ministre de la Jeunesse et des Sports au sein du Gouvernement provisoire kabyle (GPK), Makhlouf Idri, a appelé à la création d’une équipe de football qui représenterait le peuple kabyle dans les compétitions internationales. En juin 2014 le Gouvernement provisoire kabyle par le Mouvement pour l'autodétermination de la Kabylie prend la décision de la création d'une équipe nationale de football. Le 13 juin 2017, la Kabylie devient officiellement le 46e membre de la ConIFA et le 8e membre en Afrique. La sélection est présidée par Aksel Bellabbaci.
Le 17 juillet 2017, lors de l'émission de «L’Équipe Mercato», de la chaîne sportive française L'Équipe 21, la présentatrice Carine Galli annonce la création de l’équipe nationale kabyle de football ainsi que de son adhésion à la ConIFA, et présente son premier maillot.  

### Coupe du monde de football ConIFA 2018
Pendant l'année 2017, la Kabylie affronte 11 clubs et tente de remporter un maximum de points afin de participer à la coupe du monde de football ConIFA. La Kabylie remportera les 11 matchs de qualification,,,. Le 2 septembre 2017, la ConIFA annonce que l'équipe de la Kabylie est officiellement qualifiée pour la Coupe du monde de football ConIFA 2018 qui se jouera à Londres en Angleterre du 31 mai au 10 juin 2018,,,. Le 5 septembre 2017, trois jours après la qualification de la Kabylie, l'Algérie est battue par la Zambie (0-1), à domicile, ne lui permettant pas de participer à la Coupe du monde de football de 2018 de la FIFA.

#### Problème avec les autorités algériennes
Le vendredi 8 septembre 2017, Aksel Bellabbaci, le premier sélectionneur et président de l'équipe nationale de la Kabylie est arrêté par la police algérienne. La ConIFA réagit sur son compte Twitter officiel en condamnant cette arrestation, appelant également l'Organisation des nations et des peuples non représentés à intervenir (la Kabylie est membre de l'UNPO). Le samedi 9 septembre 2017, le sélectionneur de l’équipe nationale kabyle de football, est libéré après un interrogatoire de 9 heures au commissariat central de Tizi-Ouzou,. Le dimanche 15 octobre 2017, l’équipe nationale kabyle de football s’est dotée d'un site internet officiel. Le lendemain, le site est bloqué en Kabylie et en Algérie par les autorités algériennes. Le vendredi 20 octobre 2017, le gouvernement provisoire de la Kabylie met en place l'extension Chrome "Anavad", permettant de contourner le blocage. Le mardi 9 janvier 2018, quatre joueurs ayant participé aux matchs de qualification de l’équipe nationale kabyle et à la phase finale de la Coupe du monde de football ConIFA 2018 ont été convoqués par la gendarmerie algérienne afin de parler exclusivement de l’équipe nationale kabyle de football et de la prochaine coupe du monde.

#### Répartition des pots et tirage au sort
La Confédération des associations de football indépendantes (ConIFA) a procédé le vendredi 8 décembre 2017 à la répartition des pots en préparation du tirage au sort de la phase finale de la Coupe du monde 2018. La Kabylie se retrouve dans le pot 4 avec le Tibet, le Matabeleland et la Cascadie, qu’elle est donc sûre de ne pas rencontrer au 1er tour. Le tirage au sort de la phase finale de la Coupe du monde de football ConIFA 2018 a lieu le 6 janvier 2018 à 13h à Kyrenia en Chypre du Nord lors de la 5e Assemblée générale annuelle de la ConIFA. La Kabylie rejoint le groupe D et rencontrera les équipes du Pendjab, de l'Arménie occidentale et des Coréens Unies au Japon. Les 3 équipes sont dans le Top 10 du classement ConIFA,.

#### Coupe du monde de football ConIFA 2018
Le vendredi 12 janvier 2018, lors du Yennayer qui est le premier jour de l'an pour les Kabyles, la Kabylie présente son maillot officiel pour la coupe du monde. Les Kabyles joueront leur premier match contre le Pendjab le 31 mai 2018. Le deuxième match opposera les Kabyles aux Coréens Unies au Japon le 2 juin 2018. La troisième rencontre de la Kabylie sera contre l’Arménie occidentale le 3 juin 2018,. Le président de la Fédération Kabyle de Football, Aksel Bellabbaci, a annoncé le samedi 17 février 2018 qu’une campagne de collecte de fonds serait lancée pour amener l’équipe nationale kabyle de football à Londres,. La Confédération des associations de football indépendantes (ConIFA) a opté pour Eventim pour être le fournisseur officiel de billetterie pour la Coupe du monde de football qui se déroulera à Londres du 31 mai au 9 juin 2018. Le 29 avril 2018, l'équipe nationale kabyle de football rencontre en match de préparation le club de Saint-Denis Football Académie. La Kabylie perd face à St-Denis 3 à 1. Le 2 mai 2018, la sélection de Kabylie joue un second match de préparation face à l'Entente Sannois Saint-Gratien, la Kabylie remporte le match 2 à 1. La liste des joueurs de la Kabylie est donnée lors de la première rencontre de la coupe du monde. Le 31 mai 2018, lors de sa première rencontre officielle de la Coupe du monde de football ConIFA qui a lieu en Angleterre, la Kabylie se fait dominer et battre par le Pendjab 8 à 0. Le 2 juin 2018, la Kabylie affronte la sélection des Coréens Unies au Japon, la rencontre se termine par un score vierge 0 à 0. Le 3 juin 2018, la Kabylie rencontre en dernier match de phase de poule l'équipe d'Arménie occidentale, la Kabylie perd la rencontre 4 à 0. Le 5 juin 2018, la Kabylie rencontre la sélection de Matabeleland lors de la première journée de classement, le match se terminera à 0-0 (tib:4-3). Le 7 juin 2018, la Kabylie affronte le Tibet lors du second match de classement, marquant ainsi ses premiers buts de la compétition, la Kabylie domine et remporte la rencontre 8 à 1. Le 9 juin 2018, la Kabylie rencontre l'Abkhazie lors de la dernière rencontre de classement, le match se termine par la défaite de la Kabylie, 0 à 2. La sélection de Kabylie termine la Coupe du monde de football ConIFA 2018 à la dixième place,.

### Coupe du monde de football ConIFA 2020
La sélection de Kabylie affronter le FC d’Asnières, lors d’un match amical organisé le 31 mars 2019 au stade d’Asnières-sur-Seine. La rencontre compte pour les qualifications de la Coupe du monde de football ConIFA 2020 et dont l’hôte sera le Somaliland. La Kabylie participera à sa seconde Coupe du monde de football ConIFA en 2020 au Somaliland. Le tournoi aura finalement lieu en Macédoine du Nord du 30 mai au 7 juin 2020. Les instances de la ConIFA, ainsi que le comité d’organisation est en contact étroit avec les fédérations membres et le gouvernement macédonien, ont parlé sur l’incertitude d'organiser la Coupe du monde de football ConIFA 2020 en raison de la pandémie de COVID-19. La compétition est finalement annulée.

## Parcours dans les compétitions internationales
Coupe du monde de football ConIFA
| 2014 | Ne participe pas                                          | Ne participe pas                                          | Ne participe pas                                          | Ne participe pas                                          | Ne participe pas                                          | Ne participe pas                                          | Ne participe pas                                          | Ne participe pas                                          | Ne participe pas                                          |
| 2016 | Ne participe pas                                          | Ne participe pas                                          | Ne participe pas                                          | Ne participe pas                                          | Ne participe pas                                          | Ne participe pas                                          | Ne participe pas                                          | Ne participe pas                                          | Ne participe pas                                          |
| 2018 | 10e                                                       | 6                                                         | 1                                                         | 1                                                         | 4                                                         | 8                                                         | 15                                                        |                                                           |                                                           |
| 2020 | Annulée en raison de la pandémie de maladie à coronavirus | Annulée en raison de la pandémie de maladie à coronavirus | Annulée en raison de la pandémie de maladie à coronavirus | Annulée en raison de la pandémie de maladie à coronavirus | Annulée en raison de la pandémie de maladie à coronavirus | Annulée en raison de la pandémie de maladie à coronavirus | Annulée en raison de la pandémie de maladie à coronavirus | Annulée en raison de la pandémie de maladie à coronavirus | Annulée en raison de la pandémie de maladie à coronavirus |

Coupe d'Afrique de football ConIFA
| Année | Position | Match | Victoire | Nul | Défaite | but marqué | but encaissé |
| ----- | -------- | ----- | -------- | --- | ------- | ---------- | ------------ |
| 2021  | -        | -     | -        | -   | -       | -          | -            |

## Rencontres

### Matches internationaux
Le tableau suivant liste les rencontres de l'Équipe de Kabylie de football.
| No | Date            | Lieu                                                   | Kabylie | Adversaire                    | Score           | Compétition                            | Rapport      |
| -- | --------------- | ------------------------------------------------------ | ------- | ----------------------------- | --------------- | -------------------------------------- | ------------ |
| 1  | 2017            | Tizi Ouzou, Kabylie, Algérie                           | Kabylie | US Timizart                   | V 1-0           | Match de qualification                 | (Rapport)    |
| 2  | 2017            | Tizi Ouzou, Kabylie, Algérie                           | Kabylie | US Tala Gahia                 | V 4-1           | Match de qualification                 | (Rapport)    |
| 3  | 2017            | Tizi Ouzou, Kabylie, Algérie                           | Kabylie | ES Ighil Bouchene             | V 7-3           | Match de qualification                 | (Rapport)    |
| 4  | 2017            | Tizi Ouzou, Kabylie, Algérie                           | Kabylie | MS Ait Abdelmoumene           | V 4-2           | Match de qualification                 | (Rapport)    |
| 5  | 2017            | Tizi Ouzou, Kabylie, Algérie                           | Kabylie | Timizart-Loghbar              | V 3-0           | Match de qualification                 | (Rapport)    |
| 6  | 2017            | Tizi Ouzou, Kabylie, Algérie                           | Kabylie | US Tala Athmane               | V 6-3           | Match de qualification                 | (Rapport)    |
| 7  | 2017            | Tizi Ouzou, Kabylie, Algérie                           | Kabylie | US Tiplakin                   | V 2-1           | Match de qualification                 | (Rapport)    |
| 8  | 2017            | Tizi Ouzou, Kabylie, Algérie                           | Kabylie | ES Ighil Bouchene             | V 5-1           | Match de qualification                 | (Rapport)    |
| 9  | 2017            | Tizi Ouzou, Kabylie, Algérie                           | Kabylie | JS Ait Djennad                | V 4-2           | Match de qualification                 | (Rapport)    |
| 10 | 2017            | Tizi Ouzou, Kabylie, Algérie                           | Kabylie | US Tamda                      | V 2-0           | Match de qualification                 | (Rapport)    |
| 11 | 2017            | Tizi Ouzou, Kabylie, Algérie                           | Kabylie | JS Raffour                    | V 4-1           | Match de qualification                 | (Rapport)    |
| 12 | 29 avril 2018   | Paris, Île-de-France, France                           | Kabylie | Saint-Denis Football Académie | P 1-3           | Match de préparation                   | [ (Rapport)] |
| 13 | 2 mai 2018      | Eaubonne, Île-de-France, France                        | Kabylie | Entente Sannois Saint-Gratien | V 2-1           | Match de préparation                   | [ (Rapport)] |
| 14 | 31 mai 2018     | Arbor Park, Slough, Berkshire, Angleterre              | Kabylie | Pendjab                       | P 0-8           | Coupe du monde de football ConIFA 2018 | (Rapport)    |
| 15 | 2 juin 2018     | Large Lane, Bracknell, Angleterre                      | Kabylie | Coréens Unies au Japon        | N 0-0           | Coupe du monde de football ConIFA 2018 | (Rapport)    |
| 16 | 3 juin 2018     | Queen Elizabeth II Stadium, Enfield Town, Angleterre   | Kabylie | Arménie occidentale           | P 0-4           | Coupe du monde de football ConIFA 2018 | (Rapport)    |
| 17 | 5 juin 2018     | Queen Elizabeth II Stadium, Enfield Town, Angleterre   | Kabylie | Matabeleland                  | V 0-0 (tab:4-3) | Coupe du monde de football ConIFA 2018 | (Rapport)    |
| 18 | 7 juin 2018     | Queen Elizabeth II Stadium, Enfield Town, Angleterre   | Kabylie | Tibet                         | V 8-1           | Coupe du monde de football ConIFA 2018 | (Rapport)    |
| 19 | 9 juin 2018     | Parkside, Aveley, Angleterre                           | Kabylie | Abkhazie                      | P 0-2           | Coupe du monde de football ConIFA 2018 | (Rapport)    |
| 20 | 31 mars 2019    | Stade Léo Lagrange, Asnières-sur-Seine, France         | Kabylie | FC Asnières                   | V 5-1           | Match de qualification                 | (Rapport)    |
| 21 | 8 juin 2019     | Stade André Karman, Aubervilliers, France              | Kabylie | FCM Aubervilliers             | P 0-6           | Match de qualification                 | [ (Rapport)] |
| 22 | 23 juin 2019    | Stade Nelson Mandela, Villeneuve-Saint-Georges, France | Kabylie | FC Villeneuve-Saint-Georges   | N 1-1           | Amical                                 | [ (Rapport)] |
| 23 | 24 octobre 2019 | Centre sportif des poissonniers, Paris, France         | Kabylie | ES Parisienne                 | N 2-2           | Amical                                 | [ (Rapport)] |
| 24 | 14 février 2020 | Stade Émile-Gagneux, Ris-Orangis, France               | Kabylie | US Ris-Orangis                | V 4-2           | Amical                                 | [ (Rapport)] |

## Personnalités de l'équipe de Kabylie de football

### Sélection
Équipe ayant participé à la Coupe du monde de football ConIFA 2018
| Kabylie                     | Kabylie            |
| Club                        | Nom                |
| --------------------------- | ------------------ |
| Gardien                     |                    |
| JS Imazighen                | Murad Koulougli    |
| Club de Soccer Mont-Royal   | Rahim Belaid       |
| Défenseur                   |                    |
| ASSM Savigneux              | Idir Belasla       |
| FC Petit Bard               | Khelifa Drider     |
| Université Lille-I          | Ahmed Simoud       |
| CD Barrio Obrero Alican     | Elhadi Boukir      |
| Dagenham & Redbridge fc     | Yacine Irnatene    |
| USM Bejaia                  | Idir Bouali        |
| ORB Akbou                   | Lyes Mihoubi       |
| Milieu de terrain           |                    |
| USM Malakoff                | Yanis Kemache      |
| US Creteil II               | Ilyas Hadid        |
| Villeneuve-Saint-Georges FC | Amara Hamadache    |
| US Sidi Belloua             | Idir Lamhene       |
| AC Finchley                 | Hocine Mohammedi   |
| ES Tigzirt                  | Walid Daira        |
| ES Azzefoun (en)            | Malik Amerkane     |
| Attaquant                   |                    |
| JS Akbou                    | Abderrezak Chennit |
| JS Kabylie U19              | Karim Ouarab       |
| Conflans FC                 | Enzo Mezaib        |
| Villeneuve-Saint-Georges FC | Bachir Ghuersa     |
| US Rungis Reserves          | Nadjim Bouabbas    |
| AC Finchley                 | Nafa Belmellat     |
| Staff                       | Nom                |
| Sélectionneur               | Aksel Bellabbaci   |
| Manager                     | Lyes Immemai       |

### Meilleurs buteurs
| Rang | Joueur             | Buts | Sél. | Première sélection | Dernière sélection |
| ---- | ------------------ | ---- | ---- | ------------------ | ------------------ |
| 1    | Enzo Mezaib        | 8    | 7    | 2018               | 2019               |
| 2    | Ilyas Hadid        | 1    | 6    | 2018               | 2018               |
| 2    | Nadjim Bouabbas    | 1    | 6    | 2018               | 2018               |
| 2    | Nassim Ait Mouhoub | 1    | 1    | 2019               | 2019               |
| 2    | Khemisti Messaidi  | 1    | 1    | 2019               | 2019               |

### Sélectionneur
| N°     | Sélectionneur    | Période       | Matchs | Gagnés | Nuls | Perdus | Gagnés % |
| ------ | ---------------- | ------------- | ------ | ------ | ---- | ------ | -------- |
| 1      | Aksel Bellabbaci | 2017-en cours | 24     | 15     | 4    | 5      | 62.5%    |
| Totals | Totals           | Totals        | 24     | 15     | 4    | 5      | 62.5%    |

### Président de l'Association Kabylia Football Amateur
| N° | Nom              | Période       |
| -- | ---------------- | ------------- |
| 1  | Aksel Bellabbaci | 2017-en cours |